# 圣地亚哥-德卡拉特拉瓦
圣地亚哥-德卡拉特拉瓦是西班牙安达卢西亚自治区哈恩省的一个市镇。总面积47平方公里，总人口909人（2001年），人口密度19人/平方公里。